# Votomita orinocensis
Votomita orinocensis là một loài thực vật có hoa trong họ Mua. Loài này được Morley miêu tả khoa học đầu tiên năm 1963.